# Индовое (Ульяновск)
Индовое — упразднённый в 1997 году посёлок, ныне микрорайон в Заволжском районе Ульяновска.

## География
Расположен в южной части Заволжского района, отделён от посёлка Колхозный улицей  Экспериментальная.

## История
В сентябре 1994 года из земель посёлка Колхозный Чердаклинского района Ульяновской области был утверждён Генеральный план усадебной застройки посёлка Индовое.
Постановлением Законодательным собранием Ульяновской области от 23 октября 1997 года № 29/288 «О передаче земель из Чердаклинского района в состав земель г. Ульяновска и изменении территориальной границы», посёлок Индовое включён в состав земель города Ульяновска.
В 2000 году жилой массив посёлка Индовое получил статус микрорайона Заволжского района.